# Christy Gibson
Christy Gibson (tiếng Thái: คริสตี้ กิ๊บสัน 28 tháng 5 năm 1978 -) Là một ca sĩ Mor-lam Lukthung người Hà Lan trong Thái lan. Nổi tiếng về ca hát Mor lam Là người nước ngoài hát thái lan Vì anh chuyển đến thái lan và luyện hát lukthung từ nhỏ

## Danh sách đĩa hát
Lưu ý: * Biểu tượng là bài hát quảng bá hoặc Đó là phổ biến và Nhận giải thưởng\

### Album Christy Doer kha doer (คริสตี้ เด้อค่ะเด้อ)
Phát hành: Tháng 1, 2001
1. งิ้วต่องต้อนอ้อนผู้บ่าว (Ngiu tongton on phu bao) *
2. น้ำตาหล่นบนขอบเตียง (Nam ta lon bon khob tieng) *
3. คอยวันเธอใจเดียว (Khoi wan thoer jai diau)
4. คืนลับฟ้า (Kheun lab fah) *
5. สยามเมืองยิ้ม (Siam mueang yim)
6. แฟนคริสตี้ (Fan christy)
7. คริสตี้คะนองลำ (Christy kha nonglam) *
8. ลำกล่อมทุ่ง (Lam klom thung)
9. ลูกสาวกำนัน (Luk sao kam nan)
10. แว่วเสียงซึง (Waeo siang seung)
11. หม้ายขันหมาก (Mai khan mak)

### Album Christy bộ Jam kan bor dai ka (อัลบั้ม คริสตี้ ชุด จำกันบ่ได้ก๋า)
Phát hành: 21 Tháng 11, 2002
1. จำกันบ่ได้ก๋า (Jam kan bor dai ka) *
2. ข้อยเว้าแม่นบ่ (Khoi wao maen bor) *
3. คุณไม่รักทำไมไม่บอก (Khun mai rak Tham mai mai bok) *
4. อีสาวทรานซิสเตอร์ (E sao Transister)
5. รูปหล่อถมไป (Rup lor thom pai)
6. คิดถึงทุ่งลุยลาย (Khid thueng thung lui lai) *
7. สาวอีสานรอรัก (Sao Esan ror rak) *
8. สาวอุบลรอรัก (Sao Ubol ror rak) *
9. ฮักแท้สาวอีสาน (Hak thae sao Esan)
10. พี่จ๋าหลับตาไว้ (Phi ja lab ta wai)

### Album Christy bộ Kulap wiangphing (อัลบั้ม คริสตี้ ชุด กุหลาบเวียงพิงค์)
Phát hành: 17 Tháng 12, 2003 Hợp ca: Jonas Anderson (Một vài bản nhạc)
1. รักหน่อยนะ (Rak noi na)
2. บทเรียนราคาแพง (Bot rian rakha phaeng)
3. กุหลาบเวียงพิงค์ (Kulap wiangphing) *
4. แม่พิมพ์ของชาติ (Maephim khong chat)
5. รำวงออกพรรษา (Ramwong Ok phan sa)
6. ป่าลั่น (Pa lan)
7. รักน้องจริงอย่าทิ้งน้องนะ (Rak nong jing ya thing nong na)
8. รักคนใส่แว่น (Rak khon sai waen)
9. บ้านนี้ฉันเกลียด (Ban ni chan kliad)
10. สาวเหนือเบื่อรัก (Sao nuea buea rak)
11. ทุ่งบันเทิง (Thung ban thoeng)
12. โสนสะเดา (Son sa dao)

### Album Ram tone Ram thai (รำโทน รำไทย)
Phát hành: 2005 Hợp ca: Jonas Anderson
1. รำโทนรำไทย (Ram tone ram thai)
2. สาวบ้านแต้ (Sao ban tae) *
3. เรียมคู่รำ (Riam khu ram)
4. โสนสะเดา (Son sa dao)
5. กระทงเสี่ยงทาย (Kra thong siang thai)
6. รำวงหนุ่มบ้านแต้ (Ram wong num ban tae)
7. รำวงด๋าวด่าว (Ram wong dao dao)
8. พ่อแง่แม่งอน (Pho ngae mae ngon)
9. มะนาวไม่มีน้ำ (Manao mai mi nam)
10. รำวงออกพรรษา (Ram wong ok phan sa)
11. เกี่ยวรวงเกี่ยวรัก (Kiao ruang Kiao rak)

### Mini album
Phát hành: 2011
1. อย่ายอมแพ้ (Ya yom phae) ** (Lời/Nhà soạn: Chollathee Thanthong)
2. อย่าร้องไห้ให้ฉันเลย (Ya rong hai hai chan loei) (Lời/Nhà soạn: Sompong Prempree)
3. เผลอใจท้อ (Phloe jai thor) (Lời/Nhà soạn: Sompong Prempree)
4. ฉันรักในหลวง (Chan rak nai luang) (Lời/Nhà soạn: Chollathee Thanthong)

### Single Album
Phát hành: 2015
1. ถ้าโลกไม่เหลือผู้ชายสักคน (Tha lok mai leua phu chai sak khon) * (Lời/Nhà soạn: Tawanchai Chingchai)
2. เนื้อคู่ของฉันเกิดหรือยังหนอ (Neua khu khong chan koet rue yang nor) (Lời/Nhà soạn: Tawanchai Chingchai)